# Hanchir Toumghani
Hanchir Toumghani (în arabă هنشير تومغانى) este o comună din provincia Oum El Bouaghi, Algeria.
Populația comunei este de 23.159 de locuitori (2008).